# 俞修容
俞修容（？—？），俞姓，名失傳，為中國南宋時期皇族女性，宋度宗的妃子，宋幼主的生母。

## 生平
宋度宗即位前，俞氏因美貌出眾，選入東宮服侍皇太子趙禥，封順安郡夫人。趙禥登基後，封俞氏為修容。咸淳四年（1268年）十月一日，俞修容生下兒子，次年十二月賜名趙憲，封益國公，但隔年六月十二日夭折，追諡沖定。俞修容又生贞静公主赵光懿。咸淳八年（1272年）正月十二日，俞修容又生下兒子，即宋少帝趙昺，咸淳十年（1274年）七月封趙昺為信王。
德祐二年（1276年），伯顏率領的元軍兵臨臨安。南宋朝廷遣陸秀夫求和稱侄不成，只好向元軍投降。同年，謝太皇太后抱着五歲的小皇帝宋恭帝趙㬎出城向元軍投降，南宋宣告滅亡。
南宋滅亡後，僅存的宋室南遷，宋度宗庶長子趙昰、趙昰母楊淑妃、俞修容所出的趙昺等人，由國舅楊亮節、朝臣陸秀夫、張世傑、陳宜中和文天祥等護衛，出逃福建。後趙昰在行都福州濂浦平山福地，登基為宋端宗，改年號景炎。二年後年幼的宋端宗駕崩，宋室再度南遷，宋端宗異母弟趙昺被陸秀夫擁立為帝，即宋少帝。宋史只記載南遷的宋室，在宋端宗登基時尊端宗母楊淑妃為皇太后，而俞修容所生的兒子趙昺登基為宋少帝後，則未見俞修容的記載。